# 89º Reggimento fanteria "Salerno"
L'89º Reggimento "Salerno" è stata un'unità dell'esercito italiano, erede delle tradizioni e della storia dell'89º Reggimento fanteria "Salerno", avente sede a Genova in tempo di pace prima della seconda guerra mondiale e nella Caserma "Generale Antonino Cascino" di Salerno come sua ultima sede prima dello scioglimento con il nome di 89º Battaglione Fanteria Salerno.

## Storia

### La brigata
Il 1º novembre 1884 venne formata la Brigata "Salerno", composta dall'89º Reggimento, costituitosi con decreto 4 settembre 1884, con compagnie cedute dai 9°, 11°, 39°, 49° e 71° reggimenti e con il 90º Reggimento fanteria.
A seguito della legge 11 marzo 1926 sul nuovo ordinamento dell'esercito, la brigata venne divisa, separando nuovamente i due reggimenti. Contemporaneamente prende il nome di 89º Reggimento Fanteria "Salerno" con la contestuale formazione delle Brigate da tre reggimenti viene assegnato alla Vª Brigata di Fanteria unitamente al 41º Reggimento fanteria "Modena" e al 42º Reggimento fanteria ''Modena''.
Dal 25 marzo 1939 i due reggimenti, l'89° e il 90° furono nuovamente affiancati per costituire, unitamente al 37º Reggimento artiglieria divisionale (sostituito nel 1942 dal 108º Reggimento artiglieria divisionale di nuova formazione) la 5ª Divisione fanteria "Cosseria".

### Nella guerra di Abissinia (1895-1896)
Nel 1896 partecipa alla "battaglia di Adua” con 275 uomini e 8 ufficiali suddivisi nel III° - VI° - XV° Battaglione Cacciatori.

### Terremoto di Messina del 1908
Nel 1908, l'89º reggimento fanteria era acquartierato a Messina, presso l'ex collegio, la caserma "Belvedere" e la caserma "Nino Bixio". Mentre quest'ultima, dopo la terribile scossa del 28 dicembre subiva danni limitati, le prime due venivano completamente rase al suolo. Nell'evento sismico perdono la vita 7 ufficiali su 24, mentre 4 rimangono gravemente feriti. La truppa paga un tributo di 172 vittime e 80 feriti gravi. Di tutto il reggimento solo le tre compagnie accasermate presso la "Bixio" escono praticamente illese dal terremoto. Saranno immediatamente impiegate per il salvataggio dei commilitoni sepolti sotto le macerie e nel soccorso della popolazione civile. Per i fatti di Messina, la bandiera del reggimento fu decorata con la Medaglia di benemerenza per il terremoto calabro-siculo, mentre un centinaio tra ufficiali, sottufficiali e militari di truppa furono premiati con medaglie d'argento, bronzo e attestati di menzione onorevole.

### Nella guerra italo-turca (1911-1912)

Ufficiali del 2º battaglione dell'89º fanteria in Libia

L'11 febbraio 1912, a bordo del piroscafo Verona salparono da Napoli l'89º fucilieri, comandato dal colonnello De Albertis. L'89º fucilieri faceva parte della decima brigata, comandata dal maggior generale Buonino e destinata ad operare a Zuara. La brigata “Salerno”, con l'89° fu inviata a rinforzare le truppe di Homs ed a formare un grosso contingente con le altre truppe di fanteria, che già si trovavano dislocate in Cirenaica.
Durante la campagna libica guadagna la prima medaglia d'argento al Valor Militare per l'eroismo del I° Battaglione che, il 27 febbraio 1912, conquista, con irresistibile slancio, l'altura del monte Mergheb. Nella battaglia di Homs presero parte ai combattimenti anche l'8º Reggimento bersaglieri, un Battaglione del 6º Reggimento fanteria "Aosta", un Battaglione del 37º Reggimento fanteria "Ravenna" ed il Battaglione Alpini "Mondovì".

### Nella prima guerra mondiale
1915
La Brigata il 22 maggio 1915 è stanziata a Cividale del Friuli, dipendente della 8ª divisione. Il 29 appoggia l'azione dei reggimenti che attaccano il monte Mrzli (Mrzli vrh) e il monte Sleme. La Salerno partecipa alle operazioni di guerra sino al 5 giugno 1915, poi venne avvicendata per un periodo di riposo. Da luglio è di nuovo in trincea. Le difese nemiche del Mrzli sono su punti strategici talmente efficienti da non consentire operazioni degne di nota, che portano solo modesti successi, pagati con enormi perdite umane. nel periodo da agosto ad ottobre vengono più volte tentate delle sortite con ripetuti gli assalti alla prima linea avversaria; il 24 ottobre l'89° porta avanti l'azione contro la quota 1360, l'ultima trincea nemica prima della vetta. I soldati compiono sforzi disumani per oltrepassare il reticolato sotto il pressante fuoco di cannoni e dalle mitragliatrici, ma sono costretti a entrare nuovamente nelle trincee di partenza. L'azione prosegue fino al giorno 26, data in cui i fanti riescono ad espugnare alcuni avamposti, ciò nonostante, la reazione austriaca non permette di resistere nelle posizioni conquistate, obbligando il ripiego. Tornata nelle retrovie, la brigata Salerno presidierà la seconda linea sino a fine anno.
1916
All'inizio del marzo del 1916, la Brigata Salerno viene posizionata sull'Altopiano di Asiago.
Da qui, l'11 aprile si schiererà nel settore Osteria del Termine (Passo Vezzena).
Il 15 maggio i fanti della “Salerno” si trovarono in prima linea quando il nemico lancia la sua offensiva (Strafexpedition). Dopo un intenso bombardamento seguì un violento attacco di fanteria, che fu contenuto in un primo momento. Le seguenti ripetute battute d'artiglieria sfibrano la resistenza della Salerno che è costretta a ripiegare; il 21 maggio, dopo aver perso importanti posizioni laterali, la Salerno è costretta ad ritirarsi ancora sino a giungere sul margine estremo dell'altipiano, fortunatamente già presidiato dalle divisioni provenienti dall'Isonzo.
Terminata la battaglia, la Salerno è praticamente annientata, ha perso 4213 soldati tra morti, feriti, dispersi, prigionieri. In attesa dei nuovi complementi viene nuovamente trasferita nelle retrovie per un periodo di riposo. In giugno la brigata è di nuovo in prima linea e collabora alle azioni sul fronte del monte Interrotto, Busa del Termine, Col del Rosso. Stabilizzatosi il fronte degli altopiani, in agosto, la Brigata viene inviata sulla linea del Carso nel settore di Doberdò.
Il 14 settembre è alla testa delle truppe che attaccano le posizioni nemiche di Merna-Castagnevizza (Nova Vas) riuscendo a conquistarle. La successiva avanzata verso quota 208 è implacabilmente fermato. L'attacco a quota 208 verrà ripetuto il 10 ottobre, dove lo slancio porterà i fanti ad conquistare parte delle difese austriache e l'intero paese di Nova Vas. La brigata è talmente decimata che viene ancora una volta fatta rientrare nelle retrovie per un periodo di riposo.
1917
Fino a maggio 1917 la Brigata conduce normali turni di trincea e riposo fino al giorno 23 dove è chiamata a prendere parte all'attacco contro la linea Fornaža (Fornace) – Stari Lovka – quota 289;
la dura battaglia prosegue per tre giorni, fra attacchi e contrattacchi, sono occupate controllate alcune posizioni verso Boscomalo e Sella delle Trincee (Hudi Log), in questa battaglia la brigata perde altri 2319 soldati. Il 19 agosto il comando d'armata assegna alla brigata il compito di sorpassare le difese di Flondar, verso l'Ermada; gli assalti, portati con vigore e senza risparmio di energie, fanno cadere il tunnel ferroviario di quota 43, mentre ulteriori avanzamenti sono impediti dai furiosi bombardamenti dell'artiglieria avversaria. Il 28 agosto i superstiti della Undicesima battaglia dell'Isonzo ricevono il cambio e possono scendere a riposo. In settembre la Salerno viene trasferita nelle vicinanze di Feltre; il 23 ottobre viene sorpresa nell'alto Isonzo quando il nemico irrompe sul nostro fronte a Caporetto e il Comando Supremo Italiano invia la Brigata di Fanteria “Salerno” agli ordini del generale Zoppi a presidiare il monte Matajur. La Brigata era partita da Bassano il 22 ottobre ed era giunta a Savogna trasportata su autocarri La sera del 23, a causa della totale disorganizzazione negli spostamenti di truppe e i conseguenti ingorghi stradali, il reparto dovette proseguire a piedi per raggiungere, marciando per un'intera giornata, il paese di Luico (Livek). Dopo l'assembramento a Luico, senza poter riposare, l'unità incominciò la salita del Matajur, la cui cresta venne raggiunta dai primi reparti all'alba del giorno 24. Gli ultimi reparti giunsero in vetta soltanto a sera.
Il monte Matajur era però sprovvisto di qualsiasi tipo di opera difensiva, erano del tutto assenti trincee e reticolati. Solamente la strada che da Luico saliva verso la vetta, tra l'altro non del tutto terminata, era l'unica opera militare che potesse agevolare le operazioni belliche. Le condizioni in cui la Brigata “Salerno” avrebbe dovuto difendere il monte sembrò subito non all'altezza del compito a cui i militari erano chiamati. Ad aumentare lo svantaggio tattico contribuì anche la provenienza della brigata da altri settori del fronte operativo. I comandi non conoscevano la zona in cui i soldati dovevano combattere. Lo schieramento dei reparti si completò nella mattinata del 25. I reparti dell'89º Reggimento furono posizionati a quota 700 circa, completamente isolati dagli altri reparti e privi di qualsiasi collegamento con altri settori. Quando la Brigata Bersaglieri, che difendeva il passo di Luico, capitolò sotto le predominanti forze della 12ª Divisione Slesiana e dell'Alpenkorps Bavarese e un'avanguardia del Wurttemberg, agli ordini di un giovane Tenente Erwin Rommel, anche il destino della Brigata “Salerno” sembrava segnato. L'attacco tedesco alla conquista del Matajur vide l'azione frontale da parte dell'Alpenkorps che si incuneò fra le due linee difensive in cui la brigata era disposta, mentre reparti della 12ª Divisione Slesiana, con una rapida manovra, aggiravano da nord risalendo le valli del Natisone, raggiungendo alle spalle la linea di difesa sulla cima, annientando anche il 90º Reggimento.
A seguito degli avvenimenti del 25, 26 e 27 ottobre, i fanti della Brigata, dopo aver combattuto contro forze notevolmente superiori, ripiegarono in disordine.
All'accerchiamento della 12ª divisione di Slesia sopravvissero solo 387 uomini.
1918
Praticamente annientata, la Brigata viene inviata a riordinarsi in attesa di ordini superiori a San Secondo Parmense. Nella primavera del 1918, la Germania, in seguito al ritiro dal conflitto da parte della Russia, sconvolta dalla Rivoluzione d'ottobre, decise di avvalersi della sua temporanea superiorità numerica lanciando un attacco massiccio e decisivo contro la Francia. L'offensiva venne preparata concentrando sul fronte franco-tedesco tutti i mezzi disponibili. Prevedendo tale mossa, la Francia avvio un rafforzamento delle linee, rafforzamento a cui anche l'Italia partecipò. Il governo italiano inviò sessantamila soldati che furono impiegati soprattutto in lavori di manovalanza. Questo contingente era chiamato truppe ausiliare italiane in Francia (T.A.I.F). L'Italia inviò anche truppe militari, per sdebitarsi dell'aiuto ricevuto dagli Alleati nel novembre del 1917, dopo la disfatta di Caporetto.
Quindi, nel marzo 1918 la brigata, con l'organico di nuovo al completo degli effettivi venne inviata, inserita nella 3ª divisione agli ordini del II Corpo d'armata italiano in Francia del generale Alberico Albricci, sul fronte occidentale. Componevano la 3ª Divisione, due squadroni del 15º Reggimento "Cavalleggeri di Lodi" e il 2º Reparto Arditi, la Brigata fanteria "Napoli" (75º e 76º reggimento Fanteria), la Brigata “Salerno” (89º e 90º reggimento Fanteria) e il 10º reggimento Artiglieria.
Il 12 giugno la "Salerno" è schierata nelle Argonne, sulla riva destra del fiume Ardre. La grande offensiva tedesca sarà sferrata il 15 luglio, prima contro l'8ª divisione italiana (ala sinistra) poi contro la 3° (ala destra), dopo aver resistito alle varie ondate, i battaglioni della Brigata ripiegano con ordine sino ad occupare la linea del vallone di Courmas.
Nei giorni seguenti, nonostante aver più volte vacillato sotto il formidabile impatto nemico, non si registrarono altri ripiegamenti; il 23 luglio i reparti passarono alla controffensiva e rioccupando l'importante sperone del Bois Naveau.
Alla fine di settembre, dislocata nel settore dell'Aisne, nella notte del 29 attacca con decisione il fronte nemico, sorpassando le truppe coloniali francesi ed entrando per prima nel villaggio di Chavonne. Avvicendando i reggimenti per sostenere sempre l'attacco, prosegue sino a Croix en Tête e Cour Soupir.
Bloccata dalla reazione tedesca, il 10 ottobre la brigata riprende l'avanzata sino ad occupare la cresta dello Chemin des Dames. Il 21 ottobre riceve il cambio e può portarsi nelle retrovie a riposo per ritornare in prima linea il successivo 5 novembre, dove trova il nemico in grave crisi e può rioccupare posizioni ed avanzare conquistando diversi villaggi; Nelle prime ore dell'11 novembre reparti di cavalleria della Brigata unitamente a truppe della 121ª divisione francese entrano a Rocroi, alle ore 11 dello stesso giorno cessarono le ostilità.

### Primo dopoguerra
Nel 1926 il reggimento è articolato su tre battaglioni, compreso uno proveniente dal disciolto 158º reggimento. Partendo dall'agosto 1935 al settembre 1936 è inquadrato nella Divisione di Fanteria "Cosseria" (105a) e prendendo parte alla guerra di Etiopia fornendo, ad alcuni reggimenti e reparti vari mobilitati, 38 ufficiali e 185 soldati.

### Nella seconda guerra mondiale (1940-1945)

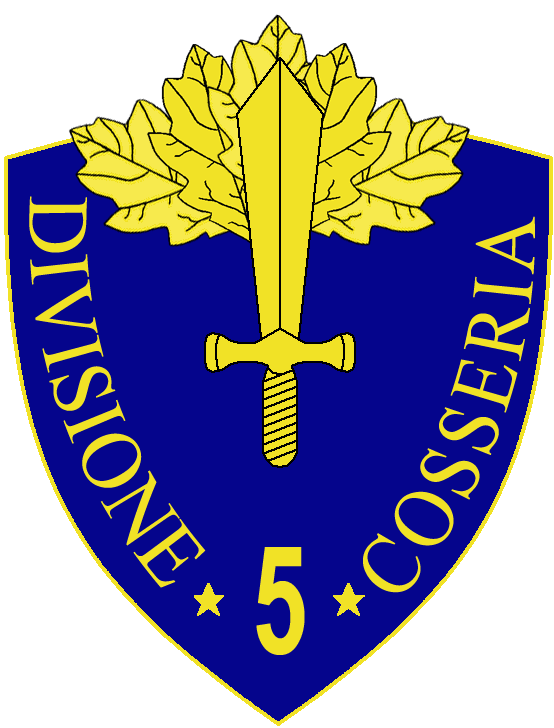
Scudetto della 5ª Divisione fanteria "Cosseria"

Allo scoppio delle ostilità, il 10 giugno 1940, il reggimento è composto da un comando, una compagnia comando, tre battaglioni di fucilieri, una compagnia mortai da 81, quattro batterie di armi di accompagnamento da 65/17. Essendo l'89º reggimento dislocato a Ventimiglia, prende subito parte agli aspri combattimenti sul monte Grammondo e nell'entroterra. Unitamente al 90º reggimento fanteria "Salerno" e al 41º e 42º reggimento fanteria "Modena" entra a Mentone. I reparti della 5ª divisione rimasero in territorio di occupazione fino all'agosto del 1941, quando rientrarono in Italia per essere adoperati a difesa delle coste della Liguria occidentale. Nel 1942 il reggimento, sempre inquadrati nella 5ª Divisione fanteria "Cosseria", ebbero l'ordine di partire per il Fronte russo, prendendo in carico la difesa di un tratto del fronte nella zona del Don. Durante le iniziali offensive dell'esercito sovietico, la divisione sopportò consistenti combattimenti senza cedere terreno né posizioni. Nel dicembre dello stesso anno, il reggimento, dopo l'estenuante azione difensiva sul Don, in seguito alle gravi perdite subite dai propri reparti dovette spostarsi nelle retrovie e in un secondo tempo, caduto il fronte fu costretto ad iniziare l'interminabile ripiegamento in territorio russo. Il “Salerno” riuscirà a tornare in patria solamente verso la fine di aprile del 1943. Una volta rimpatriata l'intera Divisione, venne trasferita in Toscana per potersi riorganizzare. Dopo la permanenza nei pressi di Firenze, venne trasferita a Milano e dislocata a Sesto San Giovanni con compiti di ordine pubblico. In tale località, seguendo le sorti della 5ª Divisione, cessò definitivamente ogni attività militare il 12 settembre 1943 in conseguenza dell'armistizio dell'8 settembre e venne sciolta.

### Secondo dopoguerra
Il 1º luglio 1958 il Reggimento fu ricostituito ad Imperia con la denominazione di 89º Reggimento fanteria "Salerno” C.A.R. (Centro addestramento reclute).
Compongono l'89º Rgt. fant. CAR ”Salerno” il comando di reggimento, presso la caserma “Pietro Crespi” di Imperia, quattro battaglioni: Arma di Taggia caserma “G.B.Revelli”, Pieve di Teco caserma “Sebastiano Manfredi”, Albenga, caserme "Piave" e "Aldo Turinetto", Diano Castello caserma "Bruno Camandone" e a Savona la caserma Bligny.
A metà degli anni settanta il reggimento fu trasferito a Salerno, presso la Caserma Generale Antonino Cascino, ora Caserma D'Avossa. Il 23 novembre 1980, in conseguenza del terremoto dell'Irpinia fu tra i primi reparti dell'esercito ad intervenire in aiuto delle popolazioni funestate.
 Nel 1982, un giovane soldato del Battaglione, di scorta ad un convoglio, fu vittima di un attacco terroristico da parte delle Brigate Rosse. In seguito a quei fatti, noti come strage di Salerno, perse la vita il caporale Antonio Palumbo.
 Nell'ultima sede di Salerno, l'89º Battaglione Fanteria Salerno venne definitivamente sciolto il 31 gennaio 1991 cedendo il posto, presso la Caserma Cascino, ora Caserma D'Avossa, al 19º Reggimento Cavalleggeri Guide. L'archivio documentale è sito presso la Caserma Angelucci di Salerno.

## Cronotassi dei comandanti
- Comandanti "Brigata Salerno" e "89º Reggimento Salerno"

## Stemma
Scudo: scudo sannita fasciato d'oro e di rosso. Banda d'azzurro ai tre gigli d'oro (Borbone). Il tutto al capo d'oro con il quartier franco d'azzurro caricato del tridente bizantino d'Ucraina d'oro.
Corona turrita
Ornamenti esteriori:
lista bifida: d'oro, svolazzante, collocata sotto la punta dello scudo, incurvata con la concavità rivolta verso l'alto, riportante il motto: "NON CHIEDO DOVE". Nella versione del regno d'Italia la lista bifida è orizzontale sotto la punta dello scudo e colorata come le mostrine del reggimento.
onorificenza: accollata alla punta dello scudo con l'insegna dell'Ordine Militare d'Italia pendente al centro del nastro con i colori della stessa.
nastri rappresentativi delle ricompense al Valore: una medaglia d'oro, tre medaglie d'argento e due medaglie di bronzo al Valor Militare, una medaglia di bronzo al valore dell'esercito. Sono annodate nella parte centrale non visibile della corona turrita, scendenti svolazzanti in sbarra ed in banda dal punto predetto, passando dietro la parte superiore dello scudo.

## Insegne e simboli dell'89º Reggimento "Salerno"
Il Reggimento indossava il fregio della Fanteria (composto da due fucili incrociati sormontati da un elmo volto a sinistra).
Le mostrine del reggimento erano rettangolari di colore cremisi con due bande laterali bianche. Alla base della mostrina si trova la stella argentata a 5 punte bordata di nero, simbolo delle forze armate italiane.

## Onorificenze

### Decorazioni alla bandiera di guerra
L'89º Reggimento "Salerno" è decorato con le seguenti onorificenze:

## Decorazioni ai militari

### 11 Medaglie d'oro al valor militare
M.O.V.M alla memoria.
Colonnello Giovanni Trossarelli nato a Savigliano (CN), comandante dell'89º reggimento fanteria della Brigata "Salerno".
"Dopo avere, per più giorni, guidato con slancio il proprio reggimento all'attacco di una forte posizione nemica, colpito a morte mentre, dimentico di sé, non pensava che alla direzione del combattimento, spirava sul campo senza voler essere trasportato al posto di medicazione, e vietando, anzi, agli astanti di parlare dell'accaduto, per il timore che la sua morte impressionasse il reggimento e ne diminuisse lo slancio nel difficile attacco."
- Mrzli, 29 agosto 1915. Data del conferimento: 25/06/1916.
 M.O.V.M.
Capitano Giuseppe Augusto Mariani nato a Seregno (MI), comandante 619ª comp. mitraglieri "Fiat" dell'89º reggimento fanteria della Brigata "Salerno".
"Mentre sulla linea era impegnato un furioso corpo a corpo, rimasto solo alla propria mitragliatrice, ferito alla spalla, continuava un fuoco violento per trattenere la foga irrompente del nemico. Sopraffatto, non si arrendeva, quantunque ferito una seconda volta alla gamba. Sopraggiunti i nostri con un contrattacco, mentre si apprestava nuovamente a falciare l'avversario, cadeva riverso sulla propria arma, colpito in pieno petto. Soccorso e trasportato al vicino posto di medicazione, trovava ancora la forza di incitare e rincorare i compagni."
- Carso, 21 agosto 1917. Data del conferimento: 10/02/1918.
 M.O.V.M alla memoria.
Tenente Carlo Gallardi nato a Vercelli (VC), comandante della 3ª compagnia dell'89º reggimento fanteria Brigata "Salerno".
"Durante un contrattacco nemico, in un momento di grave pericolo, strappava al capo arma una mitragliatrice, la portava arditamente in campo aperto, maneggiandola egli stesso. Mentre il nemico, specialmente per l'ardito intervento di lui, ripiegava, cadeva ucciso sull'arma. La sera precedente, avendo riportata una frattura all'avambraccio destro in seguito a scoppio di proietto avversario, tenne contegno veramente stoico. Non abbandonò la linea, si fece fasciare il braccio da un sergente e stette tutta la notte vigilando, dando mirabile esempio di sentimento del dovere e di abnegazione."
- Carso, quota alberata, 21 - 22 agosto 1917. Data del conferimento: 19/08/1921.
 M.O.V.M alla memoria.
Sottotenente Angelo Siffredi nato a Porto Maurizio (IM), comandante reparto speciale bombardieri dell'89º reggimento fanteria Brigata "Salerno".
"Fulgido esempio di attività, fermezza e coraggio, con slancio e sangue freddo ammirabili, impugnando la pistola, alla testa del proprio plotone, lo trascinò all'attacco di una forte posizione. Ferito una prima volta al braccio destro, impugnò l'arma con la mano sinistra, continuando ad avanzare. Colpito successivamente al braccio sinistro, perdendo così l'uso di ambedue le braccia, continuò a procedere risolutamente e ad incoraggiare i suoi uomini. Giunto primo fra tutti nella trincea avversaria, mentre attendeva a riordinare il reparto, colpito nuovamente alla tempia, incontrava morte gloriosa sul campo."
- Boscomalo, 23 maggio 1917. Data del conferimento: 16/8/1918.
 M.O.V.M alla memoria.
Tenente Giulio Blum nato a Vienna (Austria), comandante 1ª compagnia dell'89º reggimento fanteria della Brigata "Salerno".
"Soldato volontario di guerra a 62 anni, in breve raggiunse per la costante devozione al dovere, per l'inestinguibile entusiasmo, per la prova di valore offerta e per il sangue due volte eroicamente versato, il grado di tenente. Fremente per patriottismo, del più alto spirito guerriero, chiese ed ottenne di partecipare all'assalto con i fanti di una brigata. Postosi alla testa di un forte gruppo di valorosissimi da lui nobilmente arringati e che lo avevano con entusiasmo acclamato degno di guidarli alla contrastata vittoria, egli li precedette con la bandiera in pugno, incitatore magnifico ed eroico. Cadde colpito a morte, al grido di: Savoia !."
- Quota 145 sud, pendici settentrionali dell'Ermada, 23 agosto 1917. Data del conferimento: 22/11/1917.
 M.O.V.M alla memoria.
Soldato Emilio Bianchi da Ancona (AN), 84ª compagnia zappatori 89º reggimento fanteria della Brigata "Salerno".
"Sempre primo ove più grave era il pericolo, raggiungeva sotto violento fuoco, la trincea nemica. Colpito da una granata avversaria che gli asportava la gamba sinistra, con mirabile sangue freddo estraeva dalla tasca un coltello e, tagliando i lembi della carne sanguinante, alzava nella mano destra la gamba mozzata, gridando parole magnifiche di incoraggiamento ai propri compagni. Rivoltosi poi al proprio ufficiale, esclamava: Viva l'Italia !. Il giorno seguente perdeva la vita."
- Hudi Log, 24 maggio 1917. Data del conferimento: 22/12/1917.
 M.O.V.M alla memoria.
Capitano Sestilio Matteocci, nato a Lugnano di Villa Troiano (RI), comandante di compagnia dell'89º reggimento fanteria "Salerno".
"Comandante di una compagnia ai arditi, dava in più azioni fulgide prove di animo intrepido. Sempre primo nel cimento, nella offerta, nel sacrificio, si lanciava alla testa del reparto all'attacco. Colpito da mitragliatrice, non piegava, ma con stoica fierezza perseverava nella lotta. Colpito una seconda volta da scheggia di granata, aveva troncata una gamba. Non piegato l'eroico spirito, ai soldati ordinava di proseguire verso gli obiettivi. Colpito una terza volta, e mortalmente, rivolgeva il pensiero in estremo atto di devozione al colonnello ed alla famiglia reggimentale. Luminoso esempio di elette virtù militari già. segnalate con altre prove di valore sui campì di battaglia d'Etiopia."
- Castel del Lupo, passo San Paolo di Ventimiglia, 22 giugno 1940.
 M.O.V.M alla memoria.
Sottotenente di complemento Adalberto Orlando, nato a Manduria (TA), 89º reggimento fanteria "Salerno".
"Ufficiale reduce dal fronte occidentale, rinunciava al congedo spettantegli quale laureando in medicina, per seguire il suo reparto in A.S. Comandante di reparto isolato sottoposto ad intenso fuoco di artiglieria e mitragliatrici dell'avversario che cagionava perdite rilevanti, fronteggiava con calma la difficile situazione, efficacemente prodigandosi, nella tregua del combattimento, nel soccorso dei feriti ed operando l'amputazione di un braccio ad uno di essi colpito più gravemente. Attaccato dal nemico con mezzi meccanizzati e nuclei di mitraglieri, reagiva all'offesa rimuovendo dalla postazione un pezzo anticarro ed effettuando il tiro allo scoperto contro carri armati nemici avanzanti. Ferito persisteva valorosamente nell'azione di fuoco, fino a quando fulminato da raffica di mitragliatrice dell'avversario si abbatteva esanime sul pezzo. Esempio di alto spirito di sacrificio, assoluta dedizione al dovere ed eroismo."
- Zona di Tobruk (A.S.), 22 aprile 1941.
 M.O.V.M alla memoria.
Sottotenente Vincenzo De Michiel di Giuseppe, nato a Fanna (PN) il 30 maggio 1920, comandante di plotone fucilieri della 11ª Compagnia dell'89º reggimento fanteria "Salerno".
 "In un contrattacco della sua compagnia contro forze soverchianti per numero e mezzi, si slanciava più volte e con impeto irresistibile all'assalto alla testa del suo reparto sotto l'infuriare delle mitragliatrici e dei mortai avversari. Dopo più ore di tenace e cruenta lotta, respinto il nemico, lo incalzava con rinnovato impegno oltre la linea delle primitive posizioni e, con movimento aggirante, tentava di tagliargli la ritirata. Rimasto con pochi uomini ed assalito violentemente da nuovi folti gruppi di avversari, li affrontava impavido a colpi di bombe a mano finché, sopraffatto dal numero e colpito a morte, cadeva da prode. Esempio di fulgido eroismo, di valore personale e di amor di Patria."
- Quota 158 di Deresowka (Fronte russo) 11 settembre 1942.
 M.O.V.M alla memoria.
Sottotenente Pietro Borrotzu di Giuseppe, nato a Orani (NU) il 25 aprile 1921, ufficiale del 89º Reggimento fanteria.
 "Volontario nella Brigata d'assalto “Lunigiana”. Catturato da reparti tedeschi e della Xª MAS, si assunse la responsabilità di comandante per salvare questi e la popolazione residente da rappresaglie. Offertosi volontariamente al nemico per salvare da strage un paese innocente”. Dopo aver subito sevizie tanto efferate da restarne sfigurato."
- Fucilato a Chiusola (SP) il 05.04.1944.
 M.O.V.M alla memoria.
Tenente Cesare Gazzani nato a Campobasso (CB), comandante del 2º plotone dell'11ª compagnia fucilieri dell'89º reggimento fanteria della Brigata "Salerno".
"Comandante di una ridotta, attaccata improvvisamente e violentemente di notte e messa a fuoco, con serena e tranquilla energia fece fronte al nemico soverchiante ed irrompente e con l'eroico sacrificio suo e di buona parte del plotone cagionò al nemico perdite rilevanti, ne ritardò efficacemente l'avanzata dando tempo ad una colonna di soccorso di accorrere e di ricacciarlo."
- Monticelli di Lebda, 12 giugno 1912.

### Medaglie d'argento al valor militare
142 (86 a ufficiali; 56 a militari di truppa)
Guerra Italo-Turca
- Maggiore Antonino Di Giorgio da San Fratello (ME), comandante di Battaglione 89º reggimento fanteria[28]
- Tenente aiutante maggiore Moramarco Gennaro, da Nereto (TE), comandante di compagnia 89º reggimento fanteria

"Traversò più volte la zona esposta al fuoco nemico per portare ordini ai reparti impegnati; di esempio a tutti di sereno coraggio fino a che cadde ferito a morte."  Mergheb, 27 febbraio 1912.
- Sottotenente Ferrara Celestino, da Capua (CE), comandante di plotone 89º reggimento fanteria

"Tra i primi ad irrompere col suo reparto sulla posizione nemica, incuorò coll'esempio i dipendenti, esponendosi al fuoco nei punti più pericolosi, fino a che cadde ferito a morte." Mergheb, 27 febbraio 1912
- Tenente medico Priori Alfonso, da Torino di Sangro (Chieti), ufficiale medico 89º reggimento fanteria

"Ufficiale medico di una ridotta attaccata improvvisamente e violentemente di notte, sereno ed imperterrito sacrificò la vita, rimanendo fermo al suo posto nella ridotta sopraffatta ed incendiata, per curare i suoi feriti e per coadiuvare con esemplare coraggio nell'ultima disperata resistenza il piccolo presidio."
Monticelli di Lebda, 12 giugno 1912
- Caporal Maggiore Cesarini Natale, da Monte Rotondo (Roma), mitragliere matricola n. 52427-36, 89º fanteria

"Addetto alla sezione mitragliatrici, nell'attacco del Mergheb del 27 febbraio 1912, benché sempre esposto al vivace ed insistente fuoco, diresse il tiro della sua arma con sangue freddo esemplare. Ugualmente si comportò nel combattimento notturno del 5-6 marzo, finché cadde mortalmente colpito." Mergheb, 5-6 marzo
1912
- Fante Scotto Giuseppe, da San Biagio di Callalta (Treviso), zappatore matricola n. 33519, 89º fanteria

"Mentre valorosamente faceva fuoco accanto ad una mitragliatrice di posizione, cadde colpito a morte." Montinelli di Lebda, 12 giugno 1912
- Caporal maggiore Corno Bartolomeo, da Mombello di Torino (TO), soldato matricola n. 46969, 89º fanteria
- Fante Cena Domenico, da Settimo Torinese (TO), zappatore matricola n. 46520, 89º fanteria
- Fante Borgesi Michelangelo, da Polistena (RC), soldato matricola n. 34433, 89º fanteria
- Fante Panza Marino, da Tagliuno (BG), soldato matricola n. 31327, 89º fanteria
- Fante Piccinelli Giuseppe, da Montepulciano (SI), soldato matricola n. 25651, 89º fanteria
- Fante Bessone Antonio, da Sanfront (CN), soldato matricola n. 25206, 89º fanteria
- Fante Salvadori Antonio, da Valle Castellana (TE), soldato matricola n. 22894, 89º fanteria
- Fante Brugnoli Nello, da Castelanovo Berardenga (SI), soldato matricola n. 22489, 89º fanteria
- Fante Tiberi Gloierre, da Scansano (GR), soldato matricola n. 28380, 89º fanteria
- Fante Vicarelli Pacifico, Santa Fiora (GR), soldato matricola n. 22310, 89º fanteria
- Fante Seggiani Pasquale, da Roccalbenga (GR), soldato matricola n. 22268, 89º fanteria
- Fante Ravagni Ottavio, da Castel del Piano (GR), soldato matricola n. 21670, 89º fanteria
- Fante Becatti Virgilio, da Castelnuovo Berardenga (SI), soldato matricola n. 21324, 89º fanteria
- Fante Martini Giovanni, da Montalcino (SI), soldato matricola n. 20859, 89º fanteria
- Fante Casagli Valerio, da Rapolano (SI), soldato matricola n. 20058, 89º fanteria
- Fante Grosso Nicola, da Albisola Superiore (GE), soldato matricola n. 18139, 89º fanteria

"Facenti tutti parte del piccolo presidio di una ridotta che veniva attaccata improvvisamente, violentemente e messa a fuoco da soverchianti forze nemiche, strettisi intorno all'ufficiale, opposero strenua resistenza con il sacrificio della vita." Monticelli di Lebda, 12 giugno 1912
- Caporale Allegrini Benvenuto, da Pitigliano (GR), soldato matricola n. 26381, 89º fanteria
- Fante Mangerotti Emilio, da Stradella (PV), soldato matricola numero 25731, 89º fanteria
- Fante Pizzigno Natale, da Casabona (CZ), soldato matricola n. 18345-82, 89º fanteria

"Animosamente incitavano i compagni per ricacciare il nemico che attaccata violentemente una ridotta e che, rottone il reticolato, era riuscito a scendere nel fossato. Non curanti del pericolo saliti sul parapetto, allo scoperto combattevano gagliardamente finché venivano colpiti a morte." Monticelli di Lebda, 12 giugno
1912
- Fante Schiavi Cesare, da Amerino (MC), soldato matricola n. 3088, 89º reggimento fanteria

"Si lanciò per primo sulla posizione nemica e vi cadeva colpito a morte." Mergheb, 27 febbraio 1912.
- Fante Rosella Cesare, da Orvieto (PG), soldato matricola n. 19808-69, 89º reggimento fanteria

"Servente di una batteria da montagna in una posizione battuta da fuoco nemico, di notte, durante un attacco improvviso e violento, compì intrepidamente il suo servizio finché cadde fulminato." Monticelli di Lebda, 2-3 maggio 1912
- Fante Raggioli Florindo, di Castel Focognano (AR), soldato matricola n. 26176, 89º reggimento fanteria

"Animosamente, di sua iniziativa, usciva dalla ridotta e si spingeva, non curante dell'evidente pericolo di vita, contro alcuni nemici che, feriti, continuavano a sparare. Mentre coraggiosamente li affrontava per disarmarli, rimase colpito a morte."Monticelli di Lebda, 12 giugno 1912.
Prima guerra mondiale
- Capitano Lado Avv. Pietro di Luigi nato a Monza (MI) il 21 maggio 1878, comandante compagnia dell'89º reggimento fanteria

"Condusse la compagnia all'assalto di una forte posizione nemica, dando prova di mirabile slancio e fermezza, finché cadde, colpito a morte." – Monte Mrzlivrh, 28 agosto 1915.
- Tenente medico Longoni Elia nato a Seregno (MI) il 2/11/1879, Ufficiale medico dell'89º reggimento fanteria

"Ammalato, attese ugualmente al proprio compito. Benché il suo Battaglione fosse in una posizione arretrata, sistemò il posto di medicazione in una località avanzata, noncurante dell'intenso fuoco nemico pur di trovarsi nel luogo più acconcio per rendersi utile anche ai feriti di altri reparti. Calmo e sereno, prestò con grande attività la sua opera di soccorso, finché venne mortalmente colpito da una granata avversaria". Doberdò 10-10-1916
- Tenente Testera Francesco nato a Montecastello (AL) il 28/7/1893, 89º reggimento fanteria

"Sotto il violento fuoco di fucileria ed artiglieria nemiche, conduceva valorosamente il proprio plotone all'assalto di una forte posizione avversaria, dando mirabile esempio di calma e valore. Cadeva colpito a morte". Monte Mrzly, 24 ottobre 1915"
- Tenente Gabriele La Monica nato a Catania (CT) il 12/19/1895, comandante 619ª compagnia mitraglieri Fiat dell'89º reggimento fanteria

"Durante più giorni di combattimento, con esemplare valorosa tenacia, manovrando personalmente l'arma, efficacemente contribuiva a favorire l'avanzata dei nostri finché mortalmente colpito da scheggia nemica cadeva col nome Italia sulle labbra." Carso (quota 145) 21 agosto 1917.
- Sottotenente Durelli Giuseppe di Alfredo, nato a Bologna (BO) il 22/02/1896, comandante 762ª compagnia mitraglieri 89º reggimento fanteria, morto nella 5ª ambulanza chirurgica il 24/5/1917, .

"Comandante una sezione di mitragliatrici, sotto l'intenso bombardamento nemico, si slanciava con ammirevole coraggio contro le prime e le seconde linee avversarie e, con opportune posizioni fatte prendere alle sue armi, era di valido appoggio alla truppa della sua ondata, battendo con efficacia camminamenti e trincee e fronteggiò contrattacchi avversari sempre alla testa del proprio reparto, mentre, noncurante del pericolo, si disponeva per dirigerne il fuoco. Colpito all'addome, cadeva eroicamente fra i suoi uomini, incitandoli fino all'ultimo alla resistenza". Bosco Malo, 23 maggio 1917.
- Sottotenente Parri Ferruccio di Fedele e Marisa Marsili, nato a Pinerolo (Torino) il 19/01/1890, ufficiale di complemento 89º reggimento fanteria[33]

"Con audacia e rara intelligenza compiva rischiose ricognizioni, fornendo al comando utili informazioni sul nemico. In due attacchi notturni, si spingeva sotto i reticolati, facendovi brillare tubi di gelatina. Contuso fortemente ad una mano, continuava nel lavoro e, per parecchie notti consecutive, guidava i suoi guastatori alla distruzione delle difese accessorie". Monte Mrzli, 15 agosto 1915
"Ferito durante un attacco nemico notturno, rimase al suo posto, concorrendo ad altro attacco, seguito nel mattino successivo, durante il quale venne ferito. Si ritirò solamente ad azione compiuta". Mrzli, 23-24 ottobre 1915
"Comandante di compagnia, volontariamente più volte uscì in ricognizione, dando sul nemico notizie importanti e precise. All'assalto della trincea avversaria, fu il primo ad occuparla facendo un buon numero di prigionieri, e non abbandonò il suo posto che quando sentì mancarsi le forze per esser stato più volte ferito". Nova Vas 1-6 e 14 settembre 1916
- Caporale Fabris Isidoro di Antonio nato il 12/5/1896 a Costabissara (VI) 89º reggimento fanteria

"Procedendo all'assalto su terreno fortissimamente battuto da mitragliatrici e artiglieria nemica, in testa a tutti, sorreggeva col braccio un ufficiale sessantenne, volontario di guerra, sventolando con lui il tricolore. Caduto ucciso l'ufficiale, egli sempre in testa continuò a combattere". Ermada, quota 145 Sud. 23-8-1917.
- Maggiore Bovio Filiberto di Angelo nato a Torino (TO) il 27/12/1866, comandante III° battaglione deceduto all'ospedale da campo nº18 il 02/9/1915
- Maggiore Minella Francesco di Vincenzo nato a Cuorgnè (TO) il 02/12/1882, comandante II° battaglione disperso sul campo in combattimento Quota 110 Carso il 19/8/1917 (decorato di 1 MAVM 1 MBVM)
- Maggiore Gaitier cav. Achille da Rivoli Veronese (VR) comandante II° battaglione 89º reggimento fanteria
- Capitano Delboch Carlo da Pontedassio (IM) Comandante compagnia 89º reggimento fanteria
- Capitano Bientinesi Ranieri di Valentino nato a Montecarlo (LU) il 10/01/1886, deceduto per ferite in combattimento a Hudi Log il 23/5/1917
- Capitano Covra Luigi di Pietro nato a Treviso (TV) il 11/4/1891, deceduto per ferite in combattimento a Hudi Log 24/5/1917
- Capitano Di Silva Antonio di Nicola nato a Elena (Gaeta) il 20/4/1875, deceduto per ferite in combattimento Monte interrotto carso il 02/7/1916 (decorato di 2 MAVM 1 MBVM)

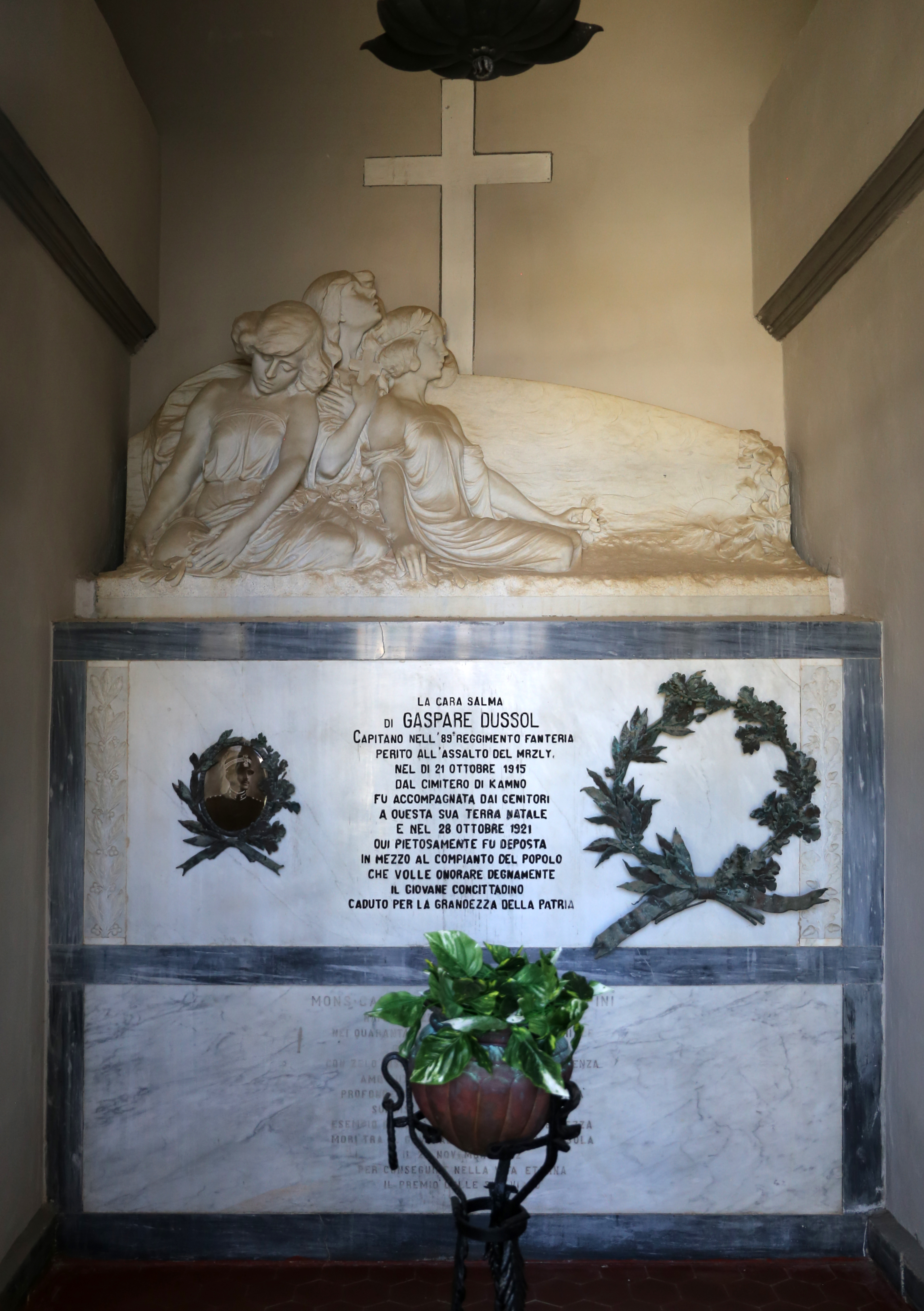
Tomba del capitano Gaspare Dussol, a Marciana Marina

- Capitano Dussol Gaspare di Agostino nato a Marciana Marina (LI) l'8/8/1888, deceduto a Tolmino per ferite in combattimento il 21/10/1915
- Capitano Sarti Lorenzo di Ildebrando nato ad Ancona (AN) il 03/12/1886, deceduto a Nad Bregon il 23/5/1917
- Tenente Aiutante Maggiore Nessano Virgilio da Venezia (VE), comandante compagnia 89º reggimento fanteria
- Tenente Della Cella Giacomo nato a Genova (GE) il 9/10/1890, ufficiale di complemento 89º reggimento fanteria, caduto sull'Altopiano d'Asiago il 26/5/1916
- Tenente Pettinaro Enrico di Francesco nato a Campobasso (CB) il 9/5/1890, deceduto sul monte Merzli il 22/10/1915 (decorato di 1 MAVM 1 MBVM)
- Tenente Rossignoli Edmondo di Edoardo nato a Nizza Monferrato (AT) il 20/7/1891, deceduto a Quota 110 sul carso il 19/8/1917 (decorato di 2 MAVM)
- Sottotenente comp. Bellotti Paolo Luigi di Alessandro nato a Torrazza Coste (PV) il 15/8/1897 deceduto a Flondar il 21/8/1917
- Sottotenente comp. Bianchi Alfonso di Andrea, nato a Genova (GE) il 28/7/1895 deceduto a Tolmino il 30/10/1915
- Sottotenente comp. Cesarini Francesco di Guglielmo nato a Modena il 1°/11/1898 deceduto a Bois de Virgny il 15/7/1918
- Sottotenente comp. Fresia Emanuele di Antonio nato a Pieve di Teco (IM) il 15/8/1887 deceduto il 28/5/1916 per ferite in prigionia
- Sottotenente comp. Lanzani Carlo di Antonio nato a San Colombano al Lambro (MI) il 24/10/1885 deceduto a Reggio Emilia il 26/10/1917
- Sottotenente comp. Marello Marino di Tommaso nato a Priocca (CN) il 28/8/1884 disperso il 28/10/1917 nel ripiegamento del Piave
- Sottotenente comp. Mori Giuseppe di Emilio nato a Empoli (FI) il 4/2/1899 deceduto il 5/10/1918 all'ospedale da campo 79 in Francia
- Sottotenente Nardoni Renato di Guido nato ad Ascoli Piceno (AP) il 1°/4/1892 deceduto il 21/8/1917 sul Viadotto di Monfalcone (decorato di 1MAVM 1MBVM)
- Sottotenente comp. Parodi Umberto nato a Genova (GE) il 26/09/1892, 89º reggimento fanteria, caduto sull'Altopiano d'Asiago il 17/8/1915
- Sottotenente comp. Perroni Davide nato a San Pier d'Arena (GE) il 27/11/1892, 89º reggimento fanteria, caduto a Tolmino il 2/6/1915
- Sottotenente comp. Pedenovi Guido nato a Tortona (AL) il 29/09/1889, caduto a Tolmino il 24-10-1915[35]
- Sottotenente Carlo Lanzani nato a San Colombano (MI) il 24/10/1885, ufficiale di complemento 89º reggimento fanteria, ospedale militare di Reggio Emilia il 26/10/1917[36]
- Sottotenente Pasquale Amedeo Sebastiano di Ferdinando, nato a Catanzaro (CZ) il 21/7/1891, ufficiale Medico 89º reggimento fanteria, caduto al vallone Doberdò il 10/10/1916[37]
- Sottotenente comp. Donde Carlo di Angelo, nato a Milano il 14/01/1892, caduto il 23/10/1915 sul medio Isonzo per ferite riportate in combattimento (decorato con 2 M.A.V.M.)
- Sottotenente comp. Trabucco Giuseppe di Angelo nato a Genova (GE) il 26/10/1892 caduto sul monte Mrzli il 28/10/1915
- Aspirante ufficiale Di Giacomo Ettore di Tito nato a Montefino (TE) il 12/5/1890 deceduto a quota 208 Nova Vas il 14/9/1916
- Aspirante ufficiale Tagliabue Luigi di Giovanni nato a Milano il 19/7/1896 deceduto sul monte Matajur il 25/10/1915
- Aspirante ufficiale Venditti Giacomo di Filippo nato a Sora (FR) il 20/10/1892 deceduto sul monte Interrotto il 2/6/1916
- Sergente Storace Dante Gaetano da San Pier d'Arena (GE) 26/10/1885 Tolmino 24/10/1915 89º reggimento fanteria

 " Nei combattimenti svoltosi durante la notte e nell'assalto della postazione nemica eseguito il mattino successivo, tenne costantemente contegno eroico, servendo d'esempio e d'incitamento ai propri dipendenti, fino a quando cadde morto."  Mrzli, 23-24 ottobre 1915
- Maresciallo Aiutante di battaglia Arata Giovanni Battista nato a Silvano d'Orba (AL) il 23-06-1890, sottufficiale 89º reggimento fanteria caduto a Bligny (F) il 23-06-1918 (decorato con 3 M.A.V.M. e 1 M.B.V.M.)[39]
- Sergente De Paoli Paolo da Dorno capo pezzo mitraglieri caduto sul Monte nero 89º reggimento fanteria[40]
- Fante Pasti Crispino da Baricella, soldato 89º reggimento fanteria 12ª compagnia[41]
- Fante Salvatori Luigi di Giovanni, nato il 26/5/1898 a Castel del Rio (BO), soldato 89º reggimento fanteria, morto il 19 agosto 1917 per ferite in combattimento a quota 130 (Viadotto Monfalcone)[42]

Seconda guerra mondiale
- Capitano Baldo Mario di Agostino e di Vaccaro Carlotta, da Genova, 89º reggimento fanteria.

" Richiamato per istruzione, per un mese, chiedeva di partecipare col reggimento alle operazioni. Comandante della compagnia comando di un battaglione, durante un attacco, con audace iniziativa, si lanciava alla testa di pochi uomini contro una mitragliatrice che infliggeva dure perdite ad un reparto avanzato, riducendola al silenzio. Ferito due volte, dopo sommaria medicazione, persisteva nella lotta finché colpito da granata nemica immolava la propria vita."
- Castellar (Fronte Italo-francese) 22 giugno 1940
- Tenente Gnecco Ettore di Federico e di Solari Clementina, da Genova, 89º reggimento fanteria

" In lunga licenza, otteneva di essere richiamato al reggimento per prender parte alla guerra. Comandante di plotone fucilieri in attacco contro posizione fortemente organizzata, guidava il reparto con impetuoso ardore. Colpito a morte, serbava alto lo spirito e rivolgeva il suo estremo pensiero al reggimento e con commosse parole ne salutava la tanto amata bandiera." - Passo Biancavia (Fronte Italo-francese), 22 giugno 1940
- Sottotenente Fioravanti Cleto di Francesco e di Brogia Teresa, da Sant'Antonio Romano (Roma), 89º reggimento fanteria.

" Addetto ai collegamenti di battaglione, incaricato di recapitare una comunicazione urgente, allo scopo di adempiere la sua missione nel minor tempo possibile, con sprezzo del pericolo ed alto senso del dovere attraversava un tratto di terreno violentemente battuto dal tiro nemico. Colpito a morte si preoccupava solamente di consegnare l'ordine ad un fante, perché lo recapitasse a destinazione."
- Ponte San Luigi (Fronte Italo-francese), 23 giugno 1940
- Sottotenente Sciarano Aniello di Aniello ed Emilia Avalione, nato a Salerno (SA), 89º reggimento fanteria.

" Comandante di un plotone arditi, guidava con slancio il proprio reparto all'attacco di munitissime posizioni avversarie sotto Violento fuoco di artiglierie e mitragliatrici nemiche. Sebbene colpito gravemente da schegge di granata al viso ed al torace, continuava ad incitare i suoi arditi finché cadeva a terra svenuto. Trasportato al posto di medicazione, visto il proprio comandante di reggimento, con uno sforzo sovrumano, assumeva la posizione di attenti e, non potendo parlare per la ferita alla bocca, riusciva con gesti a far intendere che i suoi arditi erano andati avanti. Magnifico esempio di alte virtù militari."
- Les Granges St. Paul, (Fronte Italo-francese) 22 giugno 1940
- Sergente D'occhio Francesco di Nunzio e di Elvira Cesare da Aversa (NA), 89º reggimento fanteria.

" Insistentemente chiedeva ed otteneva di far parte di una compagnia di arditi. Durante un duro combattimento, si lanciava con la sua squadra, sotto violenta reazione nemica, contro una mitragliatrice e la riduceva al silenzio. Ferito, continuava ad avanzare verso l'obiettivo assegnatogli e solo dopo assolta la missione si recava al posto di medicazione. Orfano di guerra, perpetuava così la nobile tradizione del padre, rammaricandosi soltanto di non averne degnamente eguagliato il valore." - La Baouesset, (Fronte Italo-francese), 22 giugno 1940
- Caporal maggiore Gentile Roberto di Giovanni e di Ponzio Anna, da Taranto, 89º reggimento fanteria.

" Graduato della compagnia comando reggimentale, latore di un ordine, dopo averlo consegnato al comando di una compagnia arditi, si univa al reparto stessa per partecipare ad un attacco. Sotto violento fuoco nemico dava prova di ardire e di fede incuorando i compagni con la parola e con l'esempio, finché colpito a morte cadeva gridando: "Avanti Savoia!" " - Les Granges St. Paul (Fronte Italo-francese), 22 giugno 1940
- Caporal maggiore Tancredi Vincenzo di Alfredo e di Graziani Amalia, da Roma, 89º reggimento fanteria.

" Graduato della compagnia comando di battaglione, latore di un ordine a reparti avanzati, assolveva il compito con sprezzo del pericolo sotto intenso fuoco di artiglieria e mitragliatrici. Ferito proseguiva nella sua missione, finché, colpito nuovamente, faceva olocausto della sua vita nel compimento del dovere."
- Passo Biancavia (Fronte Italo-francese), 22 giugno 1940
- Fante Minaglia Paolo di Giobatta e di Barbagelato Barbara, da Montaggio (GE), 89º reggimento fanteria.

" Porta mortaio da 45, individuata una mitragliatrice che ostacolava il progresso dell'attacco del plotone fucilieri, animosamente si lanciava avanti, postava la propria arma e con nutrito fuoco neutralizzava quella avversaria. Ferito, perseverava nell'azione, finché, colpito una seconda volta, cadeva valorosamente sulla propria arma." - Passo Biancavia (Fronte Italo-francese), 22 giugno 1940
- Fante Dante Febo fu Italo e di Luccacini Maria,da Volterra (PI), 89º reggimento fanteria.

" Durante un attacco contro munita posizione nemica, ferito da scheggia di granata, dopo sommaria medicazione, perseverava impavido nella lotta finché, colpito una seconda volta, a morte, incitava i compagni al grido: "Avanti, viva l'Italia!" " - Pressi di Castellar (fronte Italo-francese), 22 giugno 1940
- Fante Poletti Augusto fu Enrico e di Ferrari Angela, da Felonica Po (MN), 89º reggimento fanteria.

" Fante del nucleo informativo reggimentale, otteneva di far parte di una squadra arditi in un attacco di munita posizione. Caduto il comandante della squadra, assumeva il comando incitando i fanti con l'esempio e con la parola. Colpito a morte, con animo fermo e sereno, rivolgeva nobili parole al suo colonnello ed ai suoi compagni. " - Les Granges St. Paul (Fronte Italo-francese), 22 giugno 1940
- Colonnello MAGGIO Paolo, Comandante 89º Reggimento fanteria, Fronte russo 1942[46]
- Maggiore GUERRIERO Enrico, Fronte russo 1942[46]
- Capitano CASSANELLO Giuseppe, Fronte russo 1942[46]
- Capitano EMANUEL Alfredo, Fronte russo 1942[46]
- Capitano FIORENZI Cherubino, Comandante II° Battaglione, Fronte russo 1942[46]
- Tenente BONETTO Paolo di Mauro da Torino classe 1908

 "Comandante di plotone di un importante caposaldo avanzato, durante reiterati attacchi avversari, dava prova di calma e coraggio e concorreva validamente in azioni di contrassalto, Caduto il proprio comandante di compagnia assumeva il comando del caposaldo e, benché ferito, continuava nell'impari lotta fino all'esaurimento delle munizioni. Sopraffatto cadeva da prode" – Koscharny Ssmodurowka (fronte del Don) 17 dicembre 1942
- Tenente LISTUZZI Ferruccio, Fronte russo 1942[46]
- Tenente MELIS SEMINO Tullio, Fronte russo 1942[46]
- Tenente RAIMONDO Agostino, Fronte russo 1942[46]
- Sottotenente CONTI Franco, Fronte russo 1942[46]
- Sottotenente GALLETTI Carlo, Fronte russo 1942[46]
- Sottotenente GERMANO Pietro, Fronte russo 1942[46]
- Sottotenente STEFANILE Edoardo, Fronte russo 1942[46]
- Caporale CAREDDU Antonio, Fronte russo 1942[46]

 "Durante violento attacco nemico con l'esempio incitava i compagni di squadra e contribuiva col mirato tiro della sua arma al mantenimento di una difficile posizione. Ferito al braccio, ricusava ogni cura e continuava a far fuoco. Ferito una seconda volta, a malgrado dei reiterati inviti del proprio comandante, non abbandonava l'arma e non desisteva dal far fuoco, se non dopo che il nemico era stato ricacciato sulle sue posizioni."  Novo Kalitva, Russia, 16 dicembre 1942"
- Caporale LUCARELLA Giovanni, Fronte russo 1942[46]
- Caporale ROSSI Olinto, Fronte russo 1942[46]
- Soldato CANTERUCCIO Giuseppe, Fronte russo 1942[46]
- Soldato PIROMALLO Giuseppe, Fronte russo 1942[46]
- Soldato PRECE Antonio, Fronte russo 1942[46]

In tempo di pace
- Caporal maggiore Benazzi Paolo, 89º fanteria

 "In Caltanissetta, il 9 aprile 1907, vestito com'era calavasi in un pozzo profondo metri 8.00 con acqua alta metri 3.10 e dopo molti stenti e con grave suo pericolo riusciva mercé una fune portagli dall'orifizio a salvare due persone in procinto di annegare."  Su proposta del ministro dell'interno, dopo il parere della Reale Commissione istituita con R. decreto 30 aprile 1851, concessa da S.M. Vittorio Emanuele III° nell'udienza del 7 novembre 1907.

### Medaglie di bronzo al valor militare
202
Prima guerra mondiale
- Tenente Colonnello Vernetta Pietro di Paolo, nato a Genova il 19/3/1873 caduto sul Carso il 21/12/1916 comandante II° battaglione 89º reggimento fanteria
- Capitano De Cia Amedeo, comandante di compagnia 89º reggimento fanteria

"Rioccupava, con la sua Compagnia una Posizione, che le altre truppe avevano dovuto abbandonare a causa del violento fuoco nemico, dando così prova di grande fermezza e di ascendente sul proprio Reparto" Monte Mrzli- Monte Sleme 4 giugno 1915
- Aspirante ufficiale Calzona Carmelo da Parghelia (VV), 89º Reggimento fanteria

" Comandante di un pattuglione d'assalto, lo guidava con risoluta fermezza alla conquista di un bosco, noncurante dell'intenso fuoco di fucileria e mitragliatrici. Ferito da una scheggia di granata avversaria, continuava ad incitare i propri dipendenti fino a che, dall'aggravarsi della ferita, non fu costretto a recarsi al posto di medicazione. " Bois d'Onrezj 18 luglio 1918
- Tenente Rabitti Luigi di Angelo nato il 03/11/1889 a Guastalla (RE), 89º Reggimento fanteria, deceduto all'ospedale di Modena il 24 giugno 1917.

"Già distintosi per fermezza ed ardire in precedenti azioni in giornata di aspro combattimento, decimata la compagnia e rimasta priva di comandante, per le gravissime perdite subite, assumeva il comando dei superstiti, e riusciva col suo energico contegno a respingere vari contrattacchi conservando la posizione." Monte Interrotto 3 luglio; quota 208 (sud Carso) agosto; Hudi–Log 12-14 settembre 1916".
- Sotto tenente Castelli Piero di Cesare, nato a Milano il 31/12/1892, ufficiale di complemento 89º reggimento fanteria, deceduto l'11 novembre 1918 a Torino per ferite riportate in combattimento (decorato con 2 M.B.V.M.)
- Caporale Girardi Arnaldo, nato a Torino il 21/4/1893, caduto il 1º ottobre 1918 per ferite sul campo.

"Ottimo graduato, ardito ed instancabile, durante un aspro combattimento, colpito da gas asfissianti, non lasciava il suo posto e poco dopo si portava all'assalto e riprendeva egli stesso il collegamento con i reparti laterali, dimostrando alto sentimento del dovere." Bois de Grands Savarts 15-24 luglio 1918
- Caporale Rosatto Samuele, nato il 18/09/1887 a Montoggio (AL), soldato 89º reggimento fanteria, caduto il 18 agosto 1915 a Tolmino in combattimento
- Fante Maffi Attilio di Paolo, nato il 3/05/1895 a Gazzola (PC), soldato 89º reggimento fanteria, caduto il 1º dicembre 1916 in combattimento

Seconda guerra mondiale
- Maggiore Rubini Luigi, di Ludovico e Veneziano Anna, nato a Ceriana (IM), comandante I° battaglione 89º reggimento fanteria.

" Comandante di un battaglione, ricevuto l'ordine di sfruttare il successo delineatosi nel settore di attacco della Divisione, si lanciava nella lotta alla testa delle sue truppe e, con tenacia ed ardimento, superati più ordini di reticolati, travolgeva la difesa avversaria." - I Colletti, Mentone (Fronte francese), 23-24 giugno 1940
- Maggiore Strata Giovanni di Filippo e Garre Domenica, nato a Savignone (GE), comandante II° battaglione 89º reggimento fanteria.

" Ufficiale superiore di elette qualità, forgiava col suo battaglione un potente strumento di guerra. Nell'attacco alle munitissime difese nemiche, guidando con perizia e con l'esempio le compagnie avanzate, raggiungeva, in tre giorni di lotta, gli obiettivi assegnatigli. Sempre presente ove più duro era il cimento, incitava i fanti e validamente contribuiva all'esito delle operazioni."  - I Colletti, La Colla, Mentone (Fronte francese), 22-24 giugno 1940
- Maggiore De Sanctis Antonio di Giovanni e fu Anacleta De Joriis, da Cocullo (L'Aquila), comandante III° battaglione 89º reggimento fanteria.

"Comandante di battaglione di provato valore, guidava il suo reparto alla conquista di importanti posizioni, che manteneva nonostante la violenta reazione avversaria. D'iniziativa assaltava e conquistava un caposaldo che minacciava il fianco del reggimento schierato. Sempre vigile, sempre presente ove la lotta era più dura, solerte, illuminato coordinatore dell'azione dei reparti dipendenti." - Castel del Lupo, La Vigne (Fronte francese), 22-24 giugno 1940
- Sottotenente Amati Giuseppe di Samuele e di Mangearidi Chiara da Fasano (BR), Comandante plotone mortai 89º reggimento fanteria.

" Comandante di plotone mortai d'assalto in accompagnamento di reparti fucilieri avanzati, preso sotto violento e aggiustato tiro di artiglieria nemica, sosteneva il combattimento con esemplare valore, non cambiando posizione per non interrompere l'appoggio ai fucilieri. Colpito a morte, incitava ancora i suoi fanti al combattimento." - La Colle (Fronte Italo-francese), 22 giugno 1940
- Sottotenente Catellani Marcello di Primo e di Bosetti Giuseppina da Parma (PR), comandante di plotone 89º reggimento fanteria.

" Durante una azione di fuoco nemica, contro il reparto in sosta, mentre si prodigava per soccorrere i feriti, veniva egli stesso gravemente colpito ad un braccio. All'ospedale voleva che fossero prima curati altri soldati e, assoggettato all'amputazione dell'arto, sopportava ogni sofferenza con fiero stoicismo."
-Grimaldi Superiore, (Fronte francese) 18 giugno 1940
- Sottotenente Sica Eugenio di Oreste e di Tortarolo Emilia, da Senigallia (AN), comandante di plotone arditi 89º reggimento fanteria.

" Comandante di plotone arditi, lo guidava all'attacco di munitissime posizioni. Caduto il comandante della compagnia, lo sostituiva mettendosi alla testa del reparto. Ferito gravemente da scheggia di granata, rifiutava i soccorsi e ordinava ai suoi di proseguire verso l'obiettivo."
- Les Granges St. Paul (Fronte francese), 22 giugno 1940
- Sergente Alcomanno Giovanni di Giuseppe e di Noto Antonina, da Palermo, 89º reggimento fanteria

" Comandante di squadra fucilieri guidava arditamente i suoi uomini all'assalto di un centro di fuoco che, con audacia e bravura era riuscito ad aggirare. Ferito mortalmente, conservava inalterati l'ardore e lo spirito, immolando la propria vita alla Patria." - Le Vigne (Fronte Italo-francese), 22 giugno 1940
- Caporal maggiore Calvi Adolfo di Giobatta e di Coralli Alisa, da Treviglio (BG), 89º reggimento fanteria.

" Comandante di una squadra, durante un attacco di munite posizioni nemiche conduceva con ardire e perizia il suo reparto. Inceppatasi la mitragliatrice si lanciava arditamente alla testa dei suoi uomini all'assalto e cadeva colpito a morte." - La Colle (Fronte Italo-francese), 22 giugno 1940
- Caporal maggiore Nardelli Giovanni di Giovanni e Santoro Maria, da Alberobello (TA), 89º reggimento fanteria.

" Capo arma di squadra fucilieri, durante l'attacco ad una forte posizione animava i propri dipendenti con la parola e con l'esempio. Nel tentativo di eliminare, col fuoco del fucile mitragliatore, la resistenza di un centro avversario, colpito a morte cadeva incitando ancora i compagni ed auspicando la vittoria."
- La Colle (Fronte Italo-francese), 22 giugno 1940
- Caporale Carminati Marcello di Giuseppe e di Ronzoni Angela, da Calcinate (Treviglio), 89º reggimento fanteria.

" Comandante di squadra fucilieri, durante l'attacco ad una forte posizione, si lanciava contro un nido di mitragliatrici. Ferito a morte spirava serenamente inneggiando all'Italia, al Re, al Duce." - La Colle (Fronte Italo-francese), 22 giugno 1940
- Fante Di Prospero Bruno di Sisto e Straccamore Adelina, nato ad Alatri (FR), Soldato 89º reggimento fanteria

"Primo della sua squadra, si lanciava sotto il fuoco di artiglieria e di mitragliatrici, all'assalto di una posizione avversaria e, trascinando i camerati, riusciva a fugare il nemico e ad occupare la posizione stessa." - La Colla, Mentone (Fronte francese), 22 giugno 1940.
- Fante Bier Guerrino di Giuseppe e Naleno Valentina, nato a Bassano del Grappa (VI) soldato 89º reggimento fanteria.

"Porta arma tiratore di fucile mitragliatore, durante l'attacco ad un centro di fuoco sotto violenta reazione di artiglieria e mitragliatrici si portava, di propria iniziativa, in un punto avanzato ed esposto per neutralizzare il tiro nemico, portando efficace contributo al successo."
-Castellaro (Fronte francese), 22 giugno 1940.
- Fante Antonio Albero da Sarno, di anni 26, XIIª comp. fucilieri dell'89º reggimento fanteria

“Nel corso di un contrattacco, gravemente colpito da bomba da mortaio, dopo aver tentato con sforzi sovrumani di partecipare all'azione, chiedeva ai compagni di essere aiutato per inseguire il nemico in ritirata. Con forza d'animo ammirevole sopportava le dolorose medicazioni e, conscio dell'imminente fine, rivolgeva un estremo saluto alla Patria e al suo colonnello." Quota 158 - Don (fronte russo), 11 settembre 1942.
- Maggiore SANTILLI Silvio, Fronte russo 1942[46]
- Capitano CARIONI Ugo, Fronte russo 1942[46]
- Capitano CORSI Cleto, Fronte russo 1942[46]
- Capitano EMANUEL Alfredo, Fronte russo 1942[46]
- Tenente BIANCO Luigi, Fronte russo 1942[46]
- Tenente BOLA Dante, Fronte russo 1942[46]
- Tenente medico CASTELLANO Romualdo, Fronte russo 1942[46]
- Tenente CASTELLETTI NICORA Luigi, Fronte russo 1942[46]
- Tenente LONGO Giuseppe, Fronte russo 1942[46]
- Tenente MELIS SEMINO Tullio, Fronte russo 1942[46]
- Tenente VECCHI Franco, Fronte russo 1942[46]
- Tenente VIRANDO Alfredo, Fronte russo 1942[46]
- Sottotenente CURATOLA Michele, Fronte russo 1942[46]
- Sottotenente FACCHIN Massimo, Fronte russo 1942[46]
- Sottotenente PIAZZA Angelo, Fronte russo 1942[46]
- Sottotenente VEGLIO Renato, Fronte russo 1942[46]
- Sergente DAL BIANCO, ArmandoFronte russo 1942[46]
- Sergente PALMERO Andrea, Fronte russo 1942[46]
- Sergente SALUSTRI Quinto, Fronte russo 1942[46]
- Sergente UCCELLI Otello, Fronte russo 1942[46]
- Caporal maggiore SERBORARIA Rinaldo, Fronte russo 1942[46]
- Caporale ALLEGRETTI Gracco, Fronte russo 1942[46]
- Caporale GALBUSERA Beniamino, Fronte russo 1942[46]
- Caporale TAGLIAFERRI Ernesto, Fronte russo 1942[46]
- Soldato BANCHERO Orazio, Fronte russo 1942[46]
- Soldato BELLIA Angelo, Fronte russo 1942[46]
- Soldato BENICA' Aldo, Fronte russo 1942[46]
- Soldato BOSCHETTO Gino, Fronte russo 1942[46]
- Soldato CASSETTA Battista, Fronte russo 1942[46]
- Soldato CINI Nello, Fronte russo 1942[46]
- Soldato DATTERI Francesco, Fronte russo 1942[46]
- Soldato LOTTERO Aldo, Fronte russo 1942[46]
- Soldato POIRÈ Amedeo, cl. 1914, fuciliere 89º reggimento fanteria

“Staffetta del comando di Battaglione in pù giorni di aspra e sanguinosa lotta in zona intensamente battuta da artiglieria, mortai e mitragliatrici nemiche incaricato di portare ordini per assicurare il collegamento tra i reparti impegnati in combattimento, dava prova di audacia e sprezzo del pericolo, assolvendo in modo esemplare i compiti affidatigli. Ferito al rientro di una missione, visto che presso il Comando di Btg. la lotta si svolgeva accanita contro elementi nemici che erano riusciti ad infiltrarsi, ricusava di essere sgomberato e si univa ai difensori contribuendo validamente alla resistenza. "   Pressi di Kosharnij (Russia) 12-17 dicembre 1942.
- Soldato RAFFO Cesare, Fronte russo 1942[46]
- Soldato RUBINO Carmine, Fronte russo 1942[46]
- Soldato VIRGILIO Stefano, Fronte russo 1942[46]

In tempo di pace
- Soldato Cioffi Francesco, sergente 89º fanteria, matricola numero 240.

"La sera del 29 marzo 1891 in Nocera Inferiore (Salerno) riuscì ad arrestare un borghese armato di rivoltella ancora carica di cinque colpi, con la quale aveva tentato di uccidere un altro individuo." Determinazione ministeriale approvata da S.M. Umberto I° in udienza del 17 giugno 1894.

### Croce di guerra al valor militare
- Tenente Colonnello ELIO BETTINI nato a Samolaco (SO) il 24 febbraio 1895, caduto a Corfù il 30 settembre 1943

Comandante I° Battaglione 89º Reggimento fanteria
 "Ufficiale a disposizione del reparto del Reggimento, coadiuvava il Comandante dello stesso prodigandosi durante quattro giorni di duri combattimenti per mantenerlo collegato con i battaglioni dipendenti. In momenti difficili ed in mancanza di comunicazioni telefoniche percorreva lunghi tratti battuti dal fuoco avversario per raccogliere notizie ed assicurarsi dell'esecuzione degli ordini"  - I Colletti di Mentone (fronte francese), 22-24 giugno 1940.
- Capitano BALOCCO GIUSEPPE di Giuseppe e di Elena Caterina, da Cherasco (Cuneo), ufficiale 89º reggimento fanteria.

"Aiutante maggiore di reggimento, assolveva rischiose missioni durante tre giorni di combattimento. Incaricato di radiotrasmettere una comunicazione, persisteva nel compito sotto intenso fuoco nemico, finché non veniva travolto con l'apparecchio e il rimanente personale dallo scoppio di una bomba da mortaio."
- Sette Camini - I Colletti - Garavan (Fronte francese), 22-24 giugno 1940..
- Tenente CORDERO ADRIANO di Antonio e di Lucia Bologna, da Parma (PR) ufficiale medico 89º reggimento fanteria.

"Dirigente il servizio sanitario di reggimento, durante più giorni di aspra lotta si prodigava per assolvere la sua missione, recandosi sotto intenso fuoco di artiglieria e di mitragliatrici, ovunque la sua opera di medico e di dirigente era richiesta." - I Colletti -Passo San Paolo - Garavan (Fronte francese), 22-23-24 giugno 1940.
- Tenente FUSCO GERARDINO nato a Fisciano (SA) Aiutante Maggiore di battaglione dell'89º Reggimento fanteria.

 "Si distingueva in più giorni di aspri combattimenti per recapitare ordini ai reparti avanzati, far affluire rifornimenti di munizioni, mantenere i collegamenti. Nel corso di un violento attacco condotto con forze preponderanti dal nemico che, superate le linee avanzate stava per giungere al posto comando, assumeva il comando di pochi uomini del nucleo comando e con essi opponeva strenua resistenza finché non era costretto a ripiegare dalla sempre maggiore pressione nemica."  Pressi di Koscharni (fronte del Don) 12-17 dicembre 1942 Bollettino Ufficiale n. 11/1949
- Maggiore BALOCCO Giuseppe, Fronte russo 1942[46]
- Capitano AICARDI Stefano, Fronte russo 1942[46]
- Capitano FEBRARO Chiarino, Fronte russo 1942[46]
- Tenente CATANZARO Catello, Fronte russo 1942[46]
- Tenente MELE Argiro, Fronte russo 1942[46]
- Tenente MOTTI Lucio, Fronte russo 1942[46]
- Tenente MURGO Michele, Fronte russo 1942[46]
- Tenente PASTORINO Giorgio, Fronte russo 1942[46]
- Tenente SALVALAI Francesco, Fronte russo 1942[46]
- Tenente TEOT Attilio, Fronte russo 1942[46]
- Sottotenente CAMBIAGGIO PierinoFronte russo 1942[46]
- Sottotenente CARUSI Nicola, Fronte russo 1942[46]
- Sottotenente DAL LAGO Mario, Fronte russo 1942[46]
- Sottotenente SENTINELLI Ovidio, Fronte russo 1942[46]
- Sottotenente SPINA Giulio, Fronte russo 1942[46]
- Maresciallo ordinario DI CERBO Michele da Dugenta (BN)

 "Sottufficiale di maggiorità di un reggimento impegnato per più giorni in aspri e sanguinosi combattimenti, si prodigava con instancabile ed intelligente attività sotto il tiro di artiglieria e bombardamento aereo per assicurare rifornimenti ai reparti impegnati ed il funzionamento dei servizi, riuscendo, con l'incitamento che veniva dal suo esemplare ed intrepido comportamento e con pronta iniziativa a risolvere difficili situazioni. Ricevuto l'ordine di ripiegare su altra località, pur intensificandosi l'offesa nemica, con alto sentimento del dovere, disponeva il movimento con calma serena, preoccupato solo di mettere in salvo i documenti e l'importante materiale del reggimento"  -Ivanskala (fronte del Don) 12-17 dicembre 1942
- Maresciallo capo ROMAGNANO Remigio da Postiglione (SA)

 "Addetto ad incarichi di retrovia, chiedeva ed otteneva di far parte della linea dei pezzi. Durante sette giorni di sanguinosi combattimenti, si prodigava al recupero dei feriti, al rifornimento di munizioni e viveri, dando prova di coraggio e noncuranza del pericolo ai propri dipendenti"  –Nowo Kalitwa (fronte del Don) 12-19 dicembre 1942
- sergente BRENNA Santo, Fronte russo 1942[46]
- sergente CACCIABUE Giuseppe, Fronte russo 1942[46]
- sergente COCCOLO Angelo, Fronte russo 1942[46]
- sergente CORETTI Salvatore, Fronte russo 1942[46]
- sergente PEZZOTTA Mario, Fronte russo 1942[46]
- sergente RAVAZZI Pasquale, Fronte russo 1942[46]
- sergente SIMEONI Agostino, Fronte russo 1942[46]
- caporal maggiore MARIANI Bruno, Fronte russo 1942[46]
- caporale GALLETTI Giuseppe, Fronte russo 1942[46]
- caporale GUGLIRLMI Ernesto, Fronte russo 1942[46]
- caporale PACCHINI Guglielmo, Fronte russo 1942[46]
- caporale SAITTA Cosimo, Fronte russo 1942[46]
- soldato AIELLO Gaetano, Fronte russo 1942[46]
- soldato ALIOTTA Carlo, Fronte russo 1942[46]
- soldato ARTIGLIA Luigi, Fronte russo 1942[46]
- soldato AULICINO Pasquale, Fronte russo 1942[46]
- soldato BRIGNONE Salvatore, Fronte russo 1942[46]
- soldato CANTU' Giovanni, Fronte russo 1942[46]
- soldato CASSISSA Giovanni Battista, Fronte russo 1942[46]
- soldato MAINENTE Gaetano, Fronte russo 1942[46]
- soldato MAMMOLITI Pasquale, Fronte russo 1942[46]
- soldato MINEO Salvatore, Fronte russo 1942[46]
- soldato MONTERASTELLI Antonio, Fronte russo 1942[46]
- soldato OTTONE Marcello, Fronte russo 1942[46]
- soldato PAMPANINI Aldo, Fronte russo 1942[46]
- soldato PEREZ Zopito, Fronte russo 1942[46]
- soldato PERLI Angelo, Fronte russo 1942[46]
- soldato PESENTI Virginio, Fronte russo 1942[46]
- soldato REBORA Emanuele, Fronte russo 1942[46]
- soldato REPETTO Giuseppe, Fronte russo 1942[46]
- soldato STASSI Antonino, Fronte russo 1942[46]
- soldato TOFFAOLO Giovanni, Fronte russo 1942[46]
- soldato TOGNINI Antonio, Fronte russo 1942.[46]
- soldato UCCELLATORE Calogero, Fronte russo 1942.[46]

#### Altre onorificenze
- Maggiore Generale Luigi Basso Comandante della brigata Salerno

 Commendatore dell'Ordine Militare di Savoia.
Data del conferimento: 19/09/1918
 Cavaliere Ordine Militare di Savoia
Data del conferimento: 05/08/1917
- Colonnello Donato Antonicelli Comandante dell'89º reggimento “Salerno”

 Cavaliere Ordine Militare di Savoia
Data del conferimento: 04/03/1921
- Maggiore Antonino Di Giorgio Comandante di Battaglione dell'89º reggimento “Salerno”

 Cavaliere Ordine Militare di Savoia
Data del conferimento: marzo 1912
- Colonnello Luigi Amantea Comandante dell'89º reggimento “Salerno”

 Cavaliere Ordine Militare di Savoia
Data del conferimento: 19/09/1918

## Caduti, feriti, dispersi 1ª Guerra Mondiale

### Ufficiali
| Anno | Caduti | Feriti | Dispersi |
| ---- | ------ | ------ | -------- |
| 1915 | 32     | 64     | 8        |
| 1916 | 30     | 86     | 61       |
| 1917 | 24     | 90     | 75       |
| 1918 | 7      | 31     | 3        |

### Sottoufficiali e Truppa
| Anno | Caduti | Feriti | Dispersi |
| ---- | ------ | ------ | -------- |
| 1915 | 357    | 1961   | 370      |
| 1916 | 562    | 1728   | 2468     |
| 1917 | 910    | 2191   | 2002     |
| 1918 | 122    | 638    | 143      |

### Totali Ufficiali
| Caduti | Feriti | Dispersi |
| ------ | ------ | -------- |
| 93     | 271    | 147      |

### Totali Sottoufficiali e Truppa
| Caduti | Feriti | Dispersi |
| ------ | ------ | -------- |
| 1951   | 6518   | 4983     |

## Motto del Reggimento
"NON CHIEDO DOVE"

## Inno del Reggimento
La più completa versione dell'Inno (tuttora in uso in occasione delle Rimpatriate dell'Associazione Commilitoni dell'89°) recita:
"Con l'amore che noi Ti portiamo, Patria bella, noi qui siam raccolti
per adempiere al Sacro Dovere di difender la Tua libertà.
Sotto l'ombra del nostro vessillo noi siam sempre uniti e concordi
e barriera al nemico faremo per respingerlo ai nostri confin.
Battaglione, sei tu Reggimento di Virtù:
che gloriosa tradizion che infiamma i nostri Cuor…
Non chiediamo dove andrem perché, ovunque noi sarem,
porteremo la Bandiera sulla vetta a sventolar!
Siam più Fanti ma unico è il Cuore che ci rende capaci all'ardire;
siamo fieri del nostro passato di eroico Spirito guerrier!
Vogliamo essere degni dei Padri che la vita ci voller donare;
Colonnello, comanda e siam pronti per respingere il nemico invasor!
Battaglione, sei tu Reggimento di Virtù:
che gloriosa tradizion che infiamma i nostri Cuor…
Non chiediamo dove andrem perché, ovunque noi sarem,
porteremo la Bandiera sulla vetta a sventolar!
Porteremo la Bandiera sulla vetta a sventolar!"

## Festa del Reggimento
17 dicembre, anniversario della battaglia del Don.

## Dediche
Al Tenente Carlo Gallardi, M.O.V.M., venne intitolata la caserma, sede dell'89º reggimento, costruita a partire dai primi anni trenta ed inaugurata il 16 luglio 1935 a Ventimiglia. Anche la via sul quale si affaccia la struttura è intitolata al militare.
Questa caserma fu la struttura dove erano accasermati i militari prima della battaglia delle Alpi e l'ultima sede del reggimento prima della partenza per il fronte russo. L'89º fanteria "Salerno" non rientrerà più a Ventimiglia.
Sempre in Ventimiglia la caserma della Guardia di finanza è intitolata al Colonnello Trossarelli Giovanni, M.O.V.M. Anche in questo caso la via sul quale si affaccia la caserma è intitolata al militare.
Al Tenente Giovan Battista Revelli, venne intitolata la caserma, sede del I° battaglione dell'89º reggimento ad Arma di Taggia. Revelli fu il primo ufficiale dell'89º fanteria "Salerno" caduto durante la conquista di Mentone.

## Persone legate al Reggimento
- Il cantante Gianni Morandi ha trascorso i periodo del C.A.R. nell'89º reggimento fanteria presso la caserma "Revelli" ad Arma di Taggia.
- Il politico Gianfranco Fini ha trascorso il periodo del C.A.R nell'89º reggimento fanteria presso la caserma "Bligny" di Savona

## Sedi del reggimento
Bologna Sede del reggimento alla costituzione nel 1884 fino al 1909
Genova Sede del reggimento dal 1909 al 1926
Ventimiglia Sede del reggimento dal 1926 al 1943
Imperia Sede del reggimento dal 1958 al 1975
Salerno Ultima sede del reggimento (in seguito "Battaglione") dal 1975 allo scioglimento nel 1991; il 28 Settembre 2024 si è tenuta la Decima Rimpatriata dei Commilitoni organizzata da ANF Primogenita di Milano e dal suo Gruppo Reggimentale, con Capogruppo il Serg (cong) Carlo Malinverni. La prossima Rimpatriata si terrà a Salerno, Caserma D'Avossa, Sabato 24 Maggio 2025, festa della Fanteria. Per info sulle attività: commilitoni89@gmail.com

## Galleria d'immagini

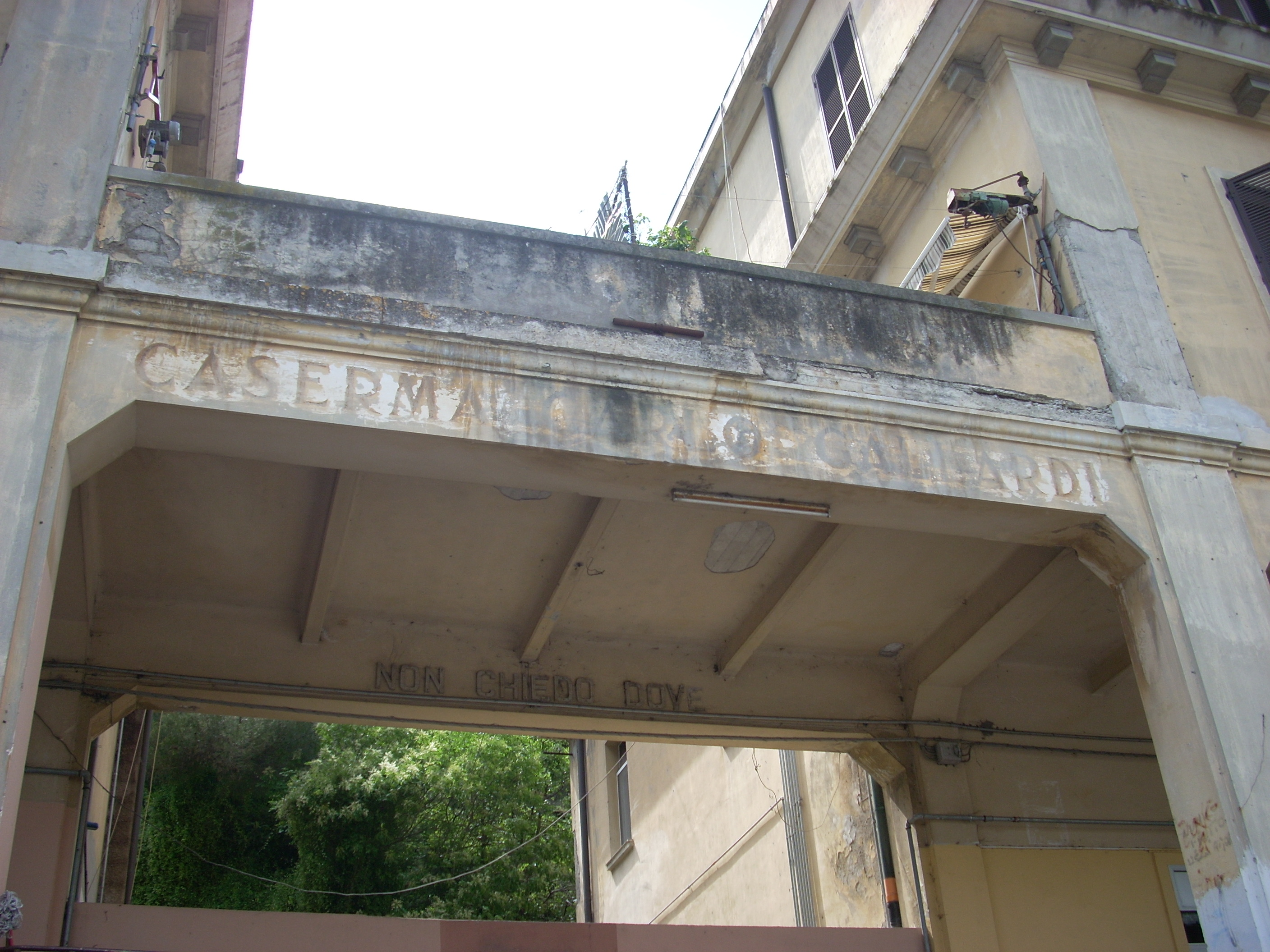
Caserma Carlo Gallardi a Ventimiglia (con motto 89º fanteria)
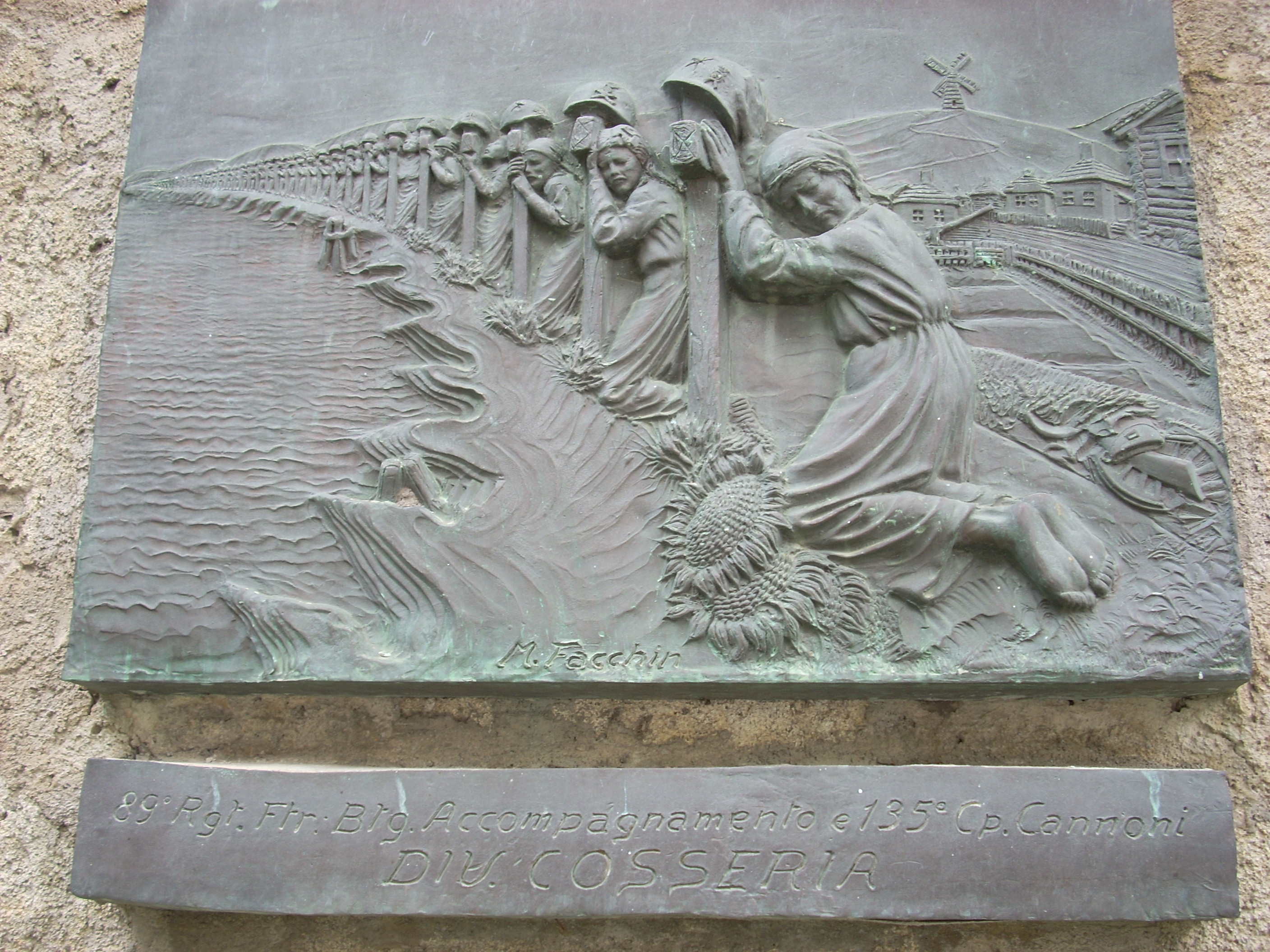
Lapide commemorativa dell'89º fanteria
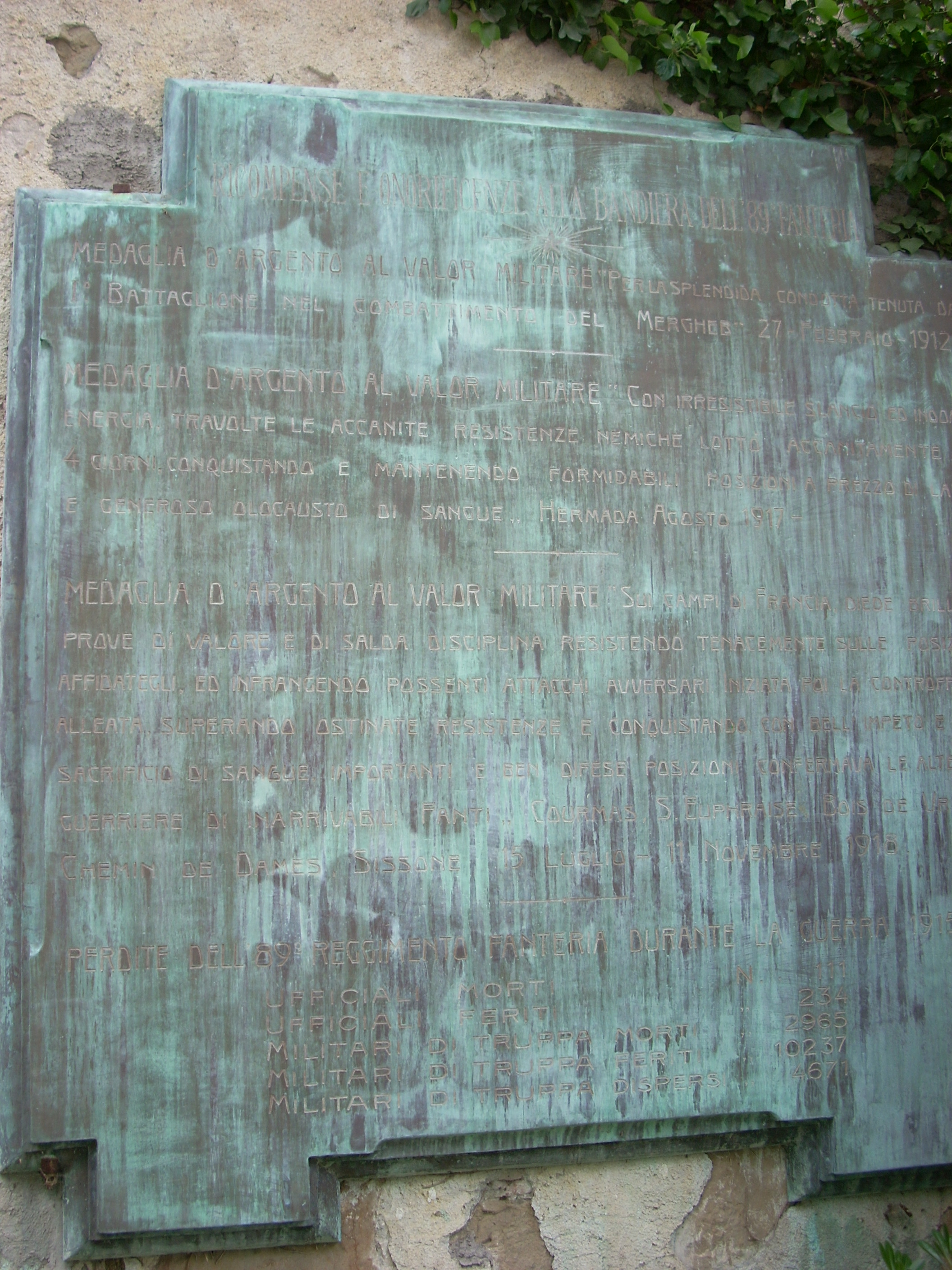
Lapide commemorativa decorazioni 89º fanteria
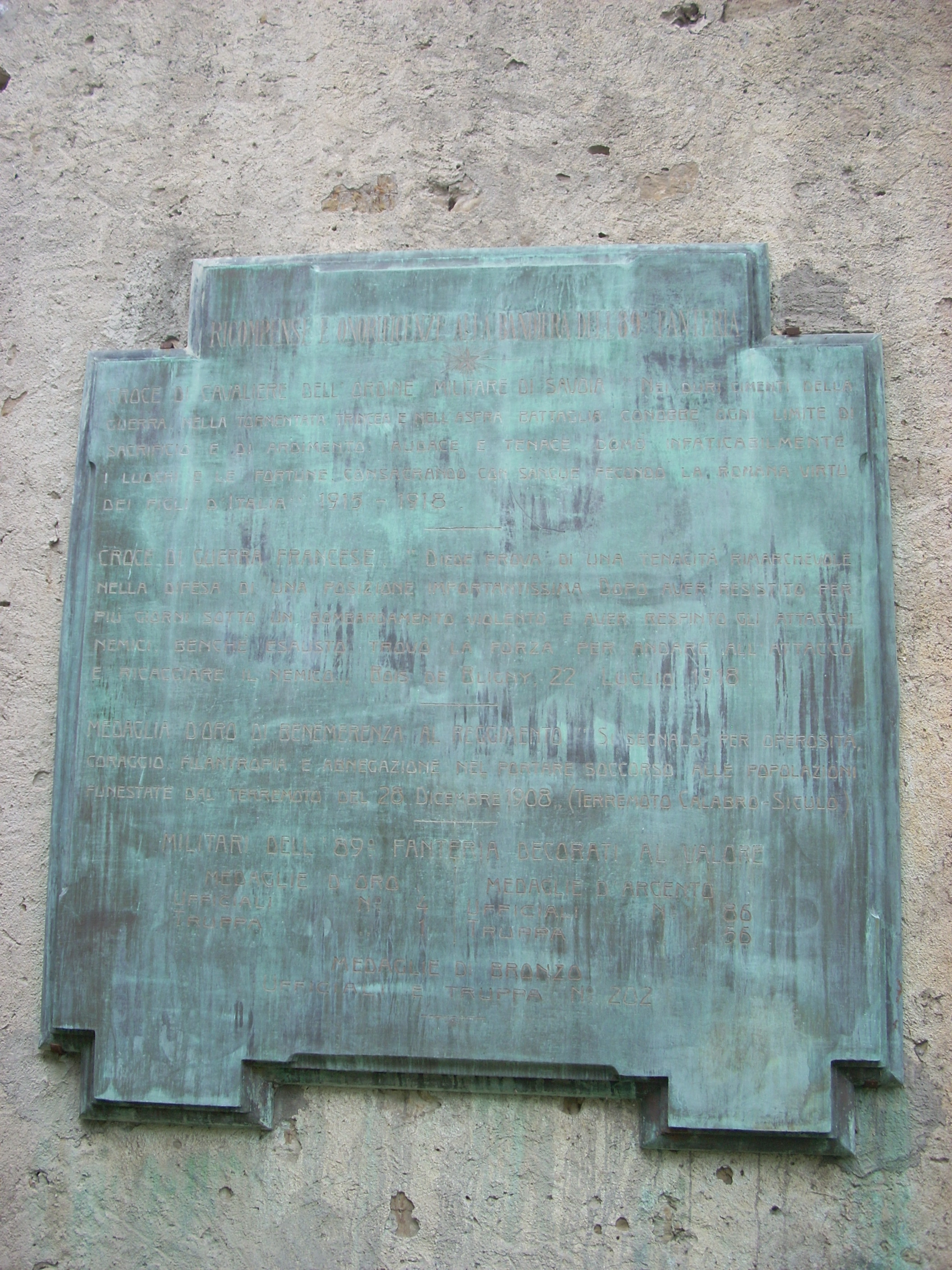
Lapide commemorativa militari decorati 89°
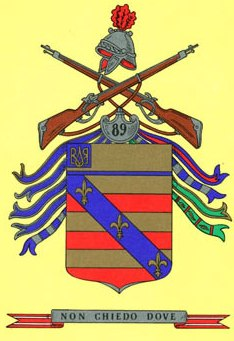
Armoriale dell'89º reggimento fanteria Salerno